# Monteiroa leitei
Monteiroa leitei är en malvaväxtart som beskrevs av H. Monteiro. Monteiroa leitei ingår i släktet Monteiroa och familjen malvaväxter. Inga underarter finns listade i Catalogue of Life.